# Primera Coalición
Se conoce como Primera Coalición (1792-1797) al primer esfuerzo coordinado de las monarquías europeas para contener la Revolución francesa. Las campañas bélicas se extendieron por Europa Occidental y el Caribe, convirtiéndola en una guerra a gran escala.
La coalición se inicia como respuesta a la Declaración de Guerra por parte de Francia a Austria y Prusia el 20 de abril de 1792, y la ofensiva de Francia en Porrentuy y Países Bajos Austriacos pertenecientes a la Monarquía Habsburgo de Austria, coalición a la que poco después se unirían el Reino de Prusia, Gran Bretaña, España y otros países. A pesar de las derrotas iniciales de los ejércitos franceses, a partir de 1794 estos lograron imponerse en el campo militar y derrotar sucesivamente uno por uno a todos los países que habían entrado en la coalición antifrancesa. En 1795, Prusia y España firmaron la paz con el país galo y se retiraron de la coalición, al tiempo que se creaba la República Bátava como un Estado satélite francés en Holanda. A partir de ese año, el Directorio Francés preparó diversas operaciones para lanzar ofensivas en Alemania y el norte de Italia. Tras los últimos años en que las tropas francesas lograron mantener su hegemonía, en 1797 se firmó el Tratado de Campo Formio entre Francia y Austria, poniendo fin a la primera coalición. 
Este acuerdo de paz no fue muy duradero ni del todo efectivo, ya que Gran Bretaña continuó en guerra y al año siguiente se volvió a formar una Segunda Coalición antifrancesa y la reapertura de hostilidades.

## La Revolución Francesa
Desde la toma de la Bastilla, el 14 de julio de 1789, la monarquía de los Borbones había entrado en un proceso revolucionario. Esta deriva fue observada con creciente preocupación por las monarquías absolutistas del continente europeo, con el fundado temor de que se acabara extendiendo a sus países y amenazara su poder. El 20 de junio de 1791, Luis XVI, opuesto al curso que iba tomando la Revolución, huyó junto con su familia de las Tullerías. Sin embargo, al día siguiente cometió la imprudencia de dejarse ver, fue arrestado en Varennes por un oficial del pueblo y devuelto a París escoltado por la guardia.  Aumentaba la tensión política y social en Francia, así como la amenaza militar de las potencias europeas. El conflicto se planteaba así entre una monarquía constitucional francesa, en camino de convertirse en una democracia republicana, y las monarquías europeas absolutas.

### Estallido de guerra
La tensión con Austria, reforzada con la Declaración de Pillnitz, llevó a que Francia declarase la guerra el 20 de abril de 1792. Se producen los primeros enfrentamientos con la toma de Porrentruy el 28 de abril de 1792 por iniciativa francesa contra territorio de Austria, siguiendo la batalla de Marquain al día siguiente. En el manifiesto de Brunswick (25 de julio de 1792), los Ejércitos Imperiales y de Prusia amenazaron con la ejecución o represión de todo aquel que se resistiera al restablecimiento de la monarquía y a las tropas de coalición. Esto ocasionó que Luis XVI fuera visto como conspirador con los enemigos de Francia. El 10 de agosto, las masas asaltaron finalmente el Palacio de las Tullerías, y la Asamblea Legislativa suspendió las funciones constitucionales del rey. La Asamblea acabó convocando elecciones con el objetivo de configurar (por sufragio universal) un nuevo parlamento que recibiría el nombre de Convención. El 21 de agosto se proclamó la República Francesa. 
Conociendo las intenciones de la Asamblea Nacional de continuar con la revolución y la ejecución de Luis XVI de Francia, se formó una coalición que comprendía a los siguientes países: la Monarquía Habsburgo, el Reino de Prusia, el Reino de Nápoles, el Reino de Cerdeña, el Reino Unido de Gran Bretaña, las Provincias Unidas y el Reino de España. El general Charles François Dumouriez preparó de inmediato una invasión de los Países Bajos Austriacos, donde esperaba encontrar el apoyo de la población local contraria al poder austriaco. Sin embargo, la revolución había desorganizado profundamente el ejército francés y sus fuerzas eran insuficientes para la campaña. Sus soldados huyeron al primer signo de batalla y, en algunos casos, asesinaron a sus propios oficiales, como el general Théobald Dillon.

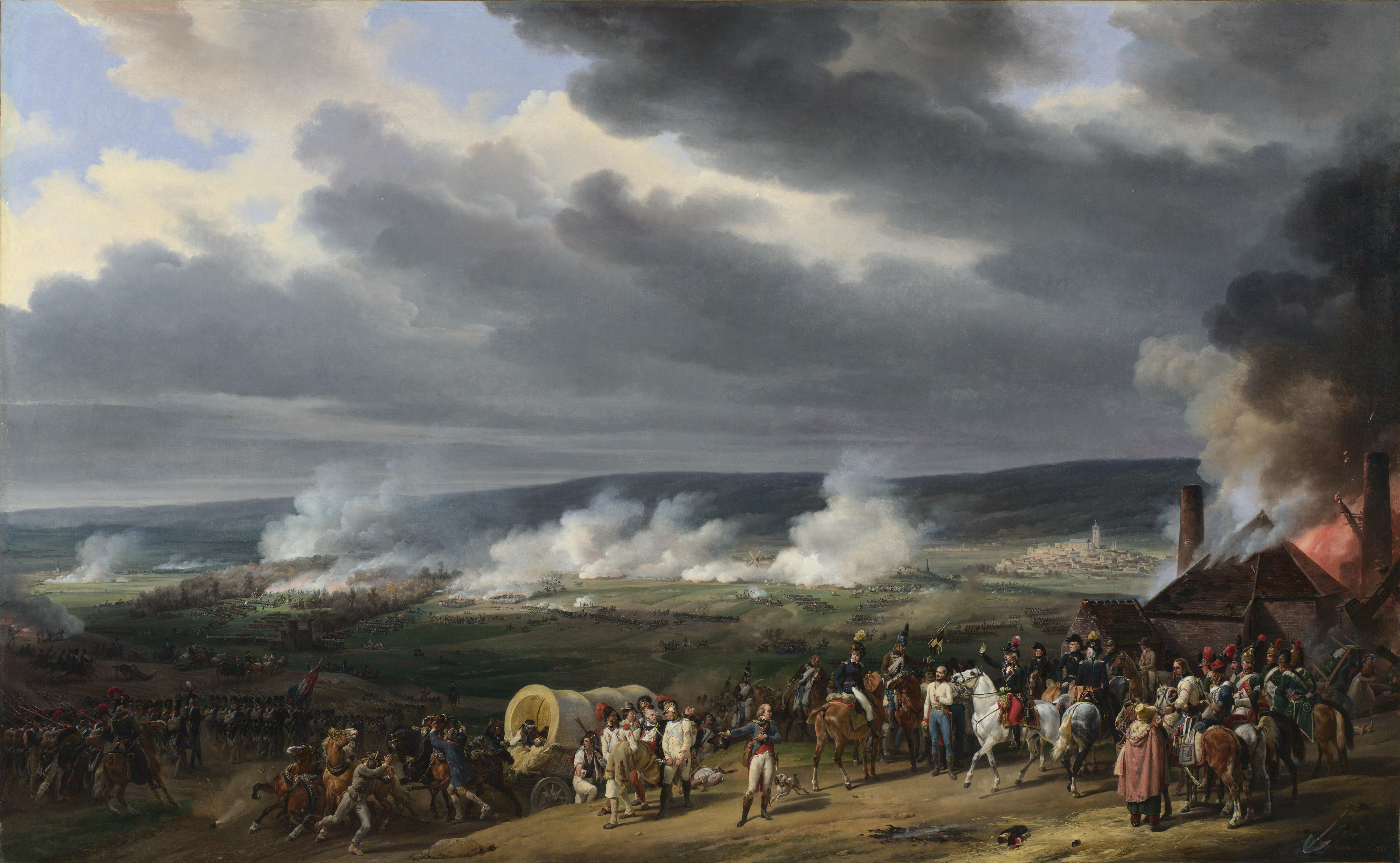
La batalla de Jemappes.

El mismo día en el que se reunió la nueva Convención francesa (20 de septiembre de 1792), tropas francesas (formadas por tenderos, artesanos y campesinos de toda Francia) derrotaron por primera vez a un ejército prusiano en la batalla de Valmy, lo cual señalaba el inicio de las llamadas Guerras Revolucionarias Francesas. Para más inri, después de esta derrota los prusianos dieron por finalizada su campaña tras considerarla más costosa y larga de lo que originalmente había previsto y se retiraron de Francia. Mientras tanto, los franceses comenzaron a obtener éxitos con la ocupación de Saboya y Niza en el frente italiano. A su vez, el general Custine invadía Alemania y capturaba numerosas ciudades a lo largo del río Rin, llegando incluso hasta Fráncfort. Dumouriez preparó una nueva ofensiva en Bélgica, logrando esta vez una gran victoria sobre los austriacos en Jemappes el 6 de noviembre, y habiendo ocupado los Países Bajos Austriacos a comienzos del invierno.

## Campañas bélicas

### 1792
Dumouriez preparó una invasión de los Países Bajos Austríacos, donde esperaba que la población local se levantara contra el dominio austríaco. Sin embargo, la revolución había desorganizado completamente al ejército francés, que no tenía fuerzas suficientes para la invasión, y con los oficiales de la aristocracia, varios de ellos expertos pasándose al bando enemigo, las tropas estaban mal dirigidas. Los soldados huyeron a la primera señal de combate, desertaron en masa, en algunos casos matando a sus propios comandantes, como el general Théobald Dillon.
Mientras el gobierno revolucionario reunía frenéticamente nuevas tropas y reorganizaba sus ejércitos, un ejército aliado al mando de Carlos Guillermo Fernando de Brunswick se reunió en Coblenza a orillas del Rin. La invasión comenzó en julio de 1792. El ejército de Brunswick, compuesto principalmente por veteranos prusianos, tomó las fortalezas de Longwy y Verdún. El Duque emitió una declaración el 25 de julio de 1792, que había sido escrita por los hermanos de Luis XVI, que declaraba su intención de restaurar al Rey francés a sus plenos poderes y tratar a cualquier persona o pueblo que se le opusiera como rebeldes para ser condenado a muerte por la ley marcial. Esto motivó al ejército revolucionario y al gobierno a oponerse a los invasores prusianos por cualquier medio necesario, y condujo casi inmediatamente al derrocamiento del Rey por una multitud que asaltó el Palacio de las Tullerías.
Los invasores continuaron, pero en la batalla de Valmy el 20 de septiembre de 1792 llegaron a un empate contra Dumouriez y Kellermann en el que se distinguió la artillería francesa por su actuación profesional. Aunque la batalla fue un empate táctico, le dio tiempo a los revolucionarios y dio un gran impulso a la moral francesa. Además, los prusianos, al enfrentarse a una campaña más larga y costosa de lo previsto, decidieron, en contra del costo y el riesgo de continuar la lucha, retirarse de Francia para preservar su ejército.
Mientras tanto, los franceses habían tenido éxito en otros frentes, ocupando Saboya y Niza en Italia, en tanto que el general Custine invadió Alemania, apoderándose de  Espira, Worms y Maguncia a lo largo del Rin, y llegando hasta Fráncfort. Dumouriez volvió una vez más a la ofensiva en Bélgica, obteniendo una gran victoria sobre los austriacos en Jemappes el 6 de noviembre de 1792 y ocupando todo el país a principios del invierno.{{sfn|Holland|1911|loc=Battle of Valmy.

### 1793
El 17 de enero de 1793, la Convención condenó al rey a muerte por una pequeña mayoría, acusándolo de «conspiración contra la libertad pública y la seguridad general del Estado». El 21 de enero, el rey fue ejecutado, lo cual encendió nuevamente la mecha de la guerra contra otros países europeos, no solo al considerar la ejecución como un sacrilegio, sino también temiendo por sus propias coronas. Otra de las consecuencias indirectas del Manifiesto fue la de crear un temor entre los revolucionarios franceses al enemigo interno que pudiera colaborar con las monarquías absolutistas, con el resultado de las célebres Masacres de septiembre. A lo largo de los siguientes meses la represión contra todo elemento antirrevolucionario creó un ambiente que ha sido conocido como el "Reinado del Terror", en que miles de personas fueron ejecutadas.
Las monarquías absolutistas iniciaron una serie de invasiones de Francia tanto por tierra como por mar, con Prusia y Austria atacando desde los Países Bajos Austríacos y el Rin, España invadiendo el Rosellón (en un conflicto que se denominó guerra del Rosellón), y Gran Bretaña apoyando las revueltas en las provincias francesas y poniendo asedio a Tolón. Francia sufrió varios reveses militares (batalla de Neerwinden, 18 de marzo de 1793; batalla de Mas Deu, 18 de mayo) y algunas revueltas internas (especialmente la Guerra de la Vendée). A toda esta serie de crecientes dificultades respondió con medidas extremas: el Comité de Seguridad Pública, formado el 6 de abril de 1793, y las levas en masa, reclutando a cualquier soldado en potencia entre los 18 y los 25 años (agosto de 1793).

### 1794
1794 comenzó con un aumento de los éxitos de los ejércitos revolucionarios: aunque fracasó una ofensiva en el Piamonte, la invasión de España a través los Pirineos logró conquistar San Sebastián, y los franceses obtuvieron una importante victoria en la batalla de Fleurus, volviendo a ocupar toda Bélgica y Renania. Las acciones bélicas se extendieron a las colonias francesas de las Indias occidentales: una flota británica ocupó las islas de Martinica, Santa Lucía y Guadalupe, aunque un año más tarde llegaron refuerzos franceses que lograron recuperar las islas.

### 1795
Los nuevos ejércitos franceses contraatacaron, repeliendo a los invasores y expulsándolos del territorio galo. Después de ocupar la República de las Provincias Unidas en un ataque sorpresa durante el invierno, los franceses establecieron el Estado satélite de la República Bátava en mayo de 1795, y posteriormente obtuvieron Renania (las tierras de la ribera del río Rin) del Reino de Prusia mediante el Tratado de Basilea. España, con tropas francesas diseminadas por Cataluña, las Provincias Vascongadas y Navarra, firmó la paz por separado con Francia en el Segundo Tratado de Basilea: Los españoles cedían la colonia de Santo Domingo a cambio de recuperar los territorios peninsulares perdidos. La coalición sufrió un serio revés y ello dejó a Francia libre de invasiones para los siguientes años.
Los británicos intentaron reforzar a los rebeldes de la Vendée con el desembarco de realistas franceses en la costa de Quiberon, pero el plan fracasó. También fracasaron los intentos de derribar por la fuerza al gobierno de París gracias a la intervención de la guarnición militar al mando de Napoleón Bonaparte, logrando con ello el establecimiento definitivo del nuevo Directorio.
Para finales de año, el Directorio francés preparó los planes para conquistar más territorios en Alemania y el norte de Italia, donde los austriacos reorganizaban sus fuerzas. Sin embargo, a finales de año el general Jean-Baptiste Jourdan fracasaba en el sitio de Maguncia.

### 1796
Los franceses prepararon un gran avance en tres frentes, con Jourdan y Moreau en el Rin y Bonaparte en Italia. Los tres ejércitos debían encontrarse en el Tirol y continuar hacia Viena. Jourdan avanzó rápidamente por Alemania y Moreau alcanzó Baviera y el Tirol a comienzos de septiembre, pero Jourdan fue derrotado por el Archiduque Carlos, y ambos ejércitos se retiraron de vuelta al Rin. Por otro lado, Napoleón tuvo un gran éxito en la invasión de Italia: Separó a los ejércitos de Cerdeña y Austria, derrotando a cada uno por separado, forzó a Cerdeña a firmar una paz mientras capturaba Milán y ponía asedio a Mantua. Derrotó sucesivamente a los ejércitos austriacos que habían sido enviados contra sus fuerzas, mientras continuaba con el asedio.
La rebelión en la Vendée fue aplastada finalmente en 1796 por Lazare Hoche, pero fracasó el intento de Hoche de desembarcar una gran fuerza de invasión en Irlanda.

### 1797
El 2 de febrero se rendía Mantua a Napoleón y con ello 18.000 soldados austriacos eran hechos prisioneros. El Archiduque Carlos se vio incapaz de detener a Bonaparte en su avance al Tirol, lo que obligó al gobierno de Viena a firmar la paz de Leoben en abril. Al mismo tiempo, se producía una nueva invasión francesa en Alemania bajo el mando de Moreau y Hocheau. Austria acabó firmando el Tratado de Campo Formio en octubre, por el que cedía  los Países Bajos Austriacos y reconocían el dominio francés de Renania y el norte de Italia. La antigua República de Venecia fue dividida entre Austria y Francia. La Primera Coalición se hundió, dejando sólo al Reino Unido en su lucha para contener el expansionismo francés, al menos en el mar.